# Bursellia holmi
Bursellia holmi är en spindelart som beskrevs av Robert Bosmans 1977. Bursellia holmi ingår i släktet Bursellia och familjen täckvävarspindlar.
Artens utbredningsområde är Kenya. Inga underarter finns listade.